# Aquiles Lake
Aquiles Lake är en sjö i Bolivia.   Den ligger i departementet Beni, i den centrala delen av landet, 400 kilometer norr om huvudstaden Sucre. Aquiles Lake ligger 178 meter över havet. Arean är 19,0 kvadratkilometer. Den sträcker sig 4,3 kilometer i nord-sydlig riktning, och 4,2 kilometer i öst-västlig riktning.
I omgivningarna runt Aquiles Lake växer i huvudsak städsegrön lövskog. Trakten runt Aquiles Lake är nära nog obefolkad, med mindre än två invånare per kvadratkilometer.